# 皮兰吉纽
皮兰吉纽是巴西米纳斯吉拉斯州的一个市镇。总面积130.334平方公里，总人口7849人，人口密度60.2人/平方公里。